# Podemos Comunidad Valenciana
Podem («Podemos País Valencià») es la organización en la Comunidad Valenciana (España) de Podemos. Fundado con el objetivo de transformar la política valenciana y defender los derechos sociales, Podem ha sido un actor clave en la lucha por la justicia social, el feminismo, el ecologismo y la igualdad.
Tras el proceso de primarias que concluyó el 14 de febrero de 2015, Antonio Montiel fue elegido como el primer secretario general del partido, liderando un grupo parlamentario de 13 diputados en las Cortes Valencianas tras las elecciones autonómicas de ese mismo año.
En mayo de 2017, durante la II Assemblea Ciutadana de Podem celebrada en el Pabellón del Cabanyal de València, Antonio Estañ asumió el liderazgo del partido, marcando una etapa centrada en consolidar las bases y fortalecer la presencia institucional.
En las elecciones internas de 2023, María Teresa Pérez fue elegida como nueva secretaria general de Podem, sucediendo a Rubén Martínez Dalmau. Pérez, ex directora general del Instituto de la Juventud (INJUVE), representa una renovación generacional en el liderazgo del partido, con un enfoque hacia la defensa de los derechos sociales y ambientales. Bajo su dirección, Podem ha redoblado sus esfuerzos por reconstruir un espacio progresista.

## Historia

### IX Legislatura
Tras conseguir sus primeros 13 escaños en las elecciones autonómicas de 2015, Podem firmó, junto con Compromís y el PSPV, el Acuerdo del Botánico. Este pacto de gobierno autonómico puso fin a más de dos décadas de gobiernos del Partido Popular en la Generalitat Valenciana. Durante esta legislatura, Podem desempeñó un papel clave como fuerza de apoyo parlamentario, impulsando políticas progresistas en materia de vivienda, igualdad y sostenibilidad.

### X Legislatura
En las elecciones autonómicas de 2019, Podem se presentó en coalición con Esquerra Unida del País Valencià (EUPV), obteniendo 8 escaños y 213.007 votos. Por primera vez, Podem formó parte del gobierno autonómico, ocupando la Vicepresidencia Segunda y la Conselleria de Vivienda y Arquitectura Bioclimática, liderada por Rubén Martínez Dalmau. Desde esta posición, Podem impulsó una transición energética justa y políticas pioneras en materia de vivienda, como la Ley por el Derecho a la Vivienda Digna. EUPV asumió la Conselleria de Transparencia.

### XI Legislatura (2023-actualidad)
En las elecciones autonómicas de 2023, Podem no logró representación en las Cortes Valencianas debido al descenso en el apoyo electoral. Este resultado marcó un punto de inflexión para el partido en la Comunitat Valenciana, iniciándose un proceso interno de reflexión y reorganización liderado por María Teresa Pérez. Desde entonces, Podem ha centrado sus esfuerzos en reconstruir un espacio político progresista que defienda los derechos sociales frente al auge de las derechas representadas por el gobierno del PP y Vox.

## Resultados electorales
| Resultados electorales en las elecciones Valencianas | Resultados electorales en las elecciones Valencianas | Resultados electorales en las elecciones Valencianas | Resultados electorales en las elecciones Valencianas |
| ---------------------------------------------------- | ---------------------------------------------------- | ---------------------------------------------------- | ---------------------------------------------------- |
| Elecciones                                           | Candidato                                            | Votos                                                | Diputados                                            |
| 2015                                                 | Antonio Montiel                                      | 279.596                                              | 13/99                                                |
| 2019                                                 | Rubén Martínez Dalmau                                | 213.007                                              | 6/99dentro de 8 Unides Podem                         |

### Elecciones generales
| Congreso de los Diputados |                   |         |    |          |         |        |
| Elecciones                | Candidatura       | Escaños | ±  | Posición | Votos   | %      |
| 2015                      | Podemos-Compromís | 9/32    | ±0 | 2.ª      | 673.549 | 25,12% |
| 2016                      | A la Valenciana   | 9/33    | ±0 | 2.ª      | 659.771 | 25,44% |
| 2019 I                    | Unidas Podemos    | 5/32    | 4  | 4.ª      | 382.798 | 14,24% |
| 2019 II                   | Unidas Podemos    | 4/32    | 1  | 4.ª      | 339.596 | 13,39% |
| 2023                      | Compromís - Sumar | 4/32    | ±0 | 4.ª      | 399.405 | 15.18% |

## Organización
La organización del partido surge de los documentos aprobados en la tercera Asamblea Ciudadana Estatal de Podemos, también conocida como Vistalegre III, en 2020. Desde entonces, se han producido importantes avances organizativos para adaptarse a los retos políticos actuales. En 2025, Podem sigue siendo una estructura democrática y participativa que consta de los siguientes órganos:
- Asamblea Ciudadana Autonómica.
- Consejo Ciudadano Autonómico.
- Coordinación Autonómica.
- Consejo de Coordinación Autonómico.
- Comisión de Garantías Democráticas Autonómica.

Además, la representatividad de los círculos (base de la militancia del partido) se da a través del Consejo de Círculos, la red de círculos o su presencia en el Consejo Ciudadano Autonómico. Esta estructura permite que las bases participen activamente en la toma de decisiones y en la construcción del proyecto político.